# 麥可·佛萊利
麥可·瑞恩·佛萊利（英語：Michael Ryan Flatley，1958年7月16日—）生於美國，是美國踢踏舞者、作家、長笛手、編舞家與偶時的電視主持人，以音樂劇《大河之舞》、《舞王》及《火焰之舞》聞名國際，歷年觀看人數超越6千萬，估計總收入達10億美元。佛萊利在1994年歐洲歌唱大賽的幕間休息時間一舉成名，並有「踢踏舞王」美譽。他曾經創下每秒踏35下的健力士世界紀錄，亦一度為雙腳購買了5.76千萬美元的保險。因為持續的脊椎、膝蓋、足部和肋骨疼痛，他在2016終於退休。

## 外部連結
- 官方網站（页面存档备份，存于）
- 大河之舞官方網站（页面存档备份，存于）
- 舞王官方網站（页面存档备份，存于）
- 愛爾蘭之虎官方網站